# Schwanne-Wald
Der Schwanne-Wald ist ein am 30. Dezember 1940 vom badischen Minister des Kultus und Unterrichts durch Verordnung ausgewiesenes Naturschutzgebiet auf dem Gebiet der Gemeinden Limbach und Waldbrunn im Neckar-Odenwald-Kreis.

## Lage
Das 12,5 Hektar große Naturschutzgebiet Schwanne-Wald liegt zwischen den Ortschaften Mülben und Wagenschwend im Waldgebiet Schwannewald. Es gehört zum Naturraum Sandstein-Odenwald.

## Landschaftscharakter
Das Gebiet ist überwiegend bewaldet. Zum Zeitpunkt der Ausweisung war der Schwanne-Wald von Birken und Kiefern geprägt, die von Zwergstrauchgesellschaften begleitet waren. Oberdorfer listet in der Würdigung zum Schutzgebiet die Pflanzengesellschaften ‚Heidegesellschaft‘, ‚offene Flachmoorgesellschaft‘ und ‚Birken-Kiefernbruch‘ auf.
Heute ist das Gebiet überwiegend mit Fichten aufgeforstet. Die aktuelle Waldbiotopkartierung hat lediglich im Nordosten auf etwa 0,35 ha Reste historischer Waldbewirtschaftung in Form eines lockeren Waldkiefernbestandes festgestellt, der auf Streunutzung zurückzugeführt wird, sowie einen ca. 800 m² großen baumfreien Quellbereich mit einem kleinflächigen Borstgrasrasen. 
Der Managementplan für das FFH-Gebiet Elzbachtal und Odenwald Neckargerach weist hier den FFH-Lebensraumtyp 4030 (Trockene Heiden) und den prioritären Lebensraumtyp 6230 (Borstgrasrasen) aus.

## Flora und Fauna
Historisch wurden im Gebiet u. a. folgende Arten nachgewiesen. Arten die in der Waldbiotopkartierung seit 1998 bestätigt werden konnten, sind mit * gekennzeichnet.:
- Arnika (Arnica montana)
- Besenheide (Calluna vulgaris) *
- Igel-Segge (Carex echinata, bezeichnet als Carex stellulata) *
- Rippenfarn (Blechnum spicant) *
- Rundblättriger Sonnentau (Drosera rotundifolia)
- Harzer Labkraut (Galium saxatile) *
- Behaarter Ginster (Genista pilosa)
- Schönes Johanniskraut (Hypericum pulchrum)
- Spitzblütige Binse (Juncus acutiflorus) *
- Rasen-Binse (bezeichnet als Juncus supinus)
- Wacholder (Juniperuns communis)
- Keulenbärlapp (Lycopodium clavatum)
- Sprossender Bärlapp (bezeichnet als Lycopodium chamae-cyparissius)
- Borstgras (Nardus stricta) *
- Wald-Läusekraut (Pedicularis silvatica)
- Zweiblättrige Waldhyazinthe (Plathenthera bifolia)
- Quendelblättrige Kreuzblume (Polygala serpyllifolia) *
- Adlerfarn (Pteridium aquilinum)
- Geöhrte Weide (Salix aurita) *
- Heidelbeere (Vaccinium myrtillus) *
- Preiselbeere (Vaccinium vitis-idaea) *

- Steifblättriges Frauenhaar (Polytrichum strictum)
- Sphagnum compactum *
- Sphagnum auriculatum
- Sphagnum molluscum

## Zusammenhängende Schutzgebiete
Das Gebiet liegt im FFH-Gebiet Elzbachtal und Odenwald Neckargerach und im Naturpark Neckartal-Odenwald.